# Институт истории имени А. Бакиханова
Институт истории имени Aббаскули Ага Бакиханова НАН Азербайджана (азерб. Abbasqulu Ağa Bakıxanov adına Tarix İnstitutu) — научно-исследовательская организация в системе Национальной академии наук Азербайджана.

## История
Основан в 1935 году как Институт истории, археологии и этнографии Азербайджанского филиала АН СССР. С организацией Академии наук Азербайджанской ССР в 1945 году институт вошёл в её структуру. Институтом руководил возглавивший его в 1944 году Абдулкерим Ализаде.
Институт располагался в Баку, улица Юсифа Мамедалиева, 3.
В 1951 году Институт истории был преобразован в Институт истории и философии АН Азербайджанской ССР. В 1956 году, после создания сектора философии АН Азербайджана, обратно преобразован в институт истории.
Институту присвоено имя учёного-просветителя, поэта и писателя Аббас-Кули-ага Бакиханова.

## Структура
Институт возглавляет генеральный директор. В руководство входят также исполнительный директор, заместитель директора, учёный секретарь
Научно-исследовательские отделы
- Отдел алиевоведения
- Отдел теории истории, источниковедения и историографии
- Отдел древней истории Азербайджана
- Отдел истории Атропатены и Албании (Кавказской)
- Отдел истории Азербайджана VII—XIV веков
- Отдел истории Азербайджана XV—XVIII веков
- Отдел истории Северного Азербайджана XIX—начала XX веков
- Отдел истории Азербайджанской Демократической Республики
- Отдел истории Азербайджана советского периода
- Отдел истории Азербайджанской Республики
- Отдел истории Западного Азербайджана
- Отдел истории международных отношений
- Отдел всеобщей истории

Другие отделы
- Отдел человеческих ресурсов
- Отдел образования
- Отдел международных связей
- Отдел связей с общественностью
- Центр научной информации и издательских работ

В институте действуют научный архив и библиотека.

## Директоры
Институт возглавляли:

- Иван Мещанинов (1936—1937)
- Артур  Зифельдт-Симумяги (8 мая 1937 — 1 июня 1937)
- Ахмед Али оглу Ахмедов (1 июня 1937 — 11 июля 1937)
- Идрис Мешади Заман оглы Гасанов (19 июля 1937 — 17 февраля 1938)
- Алексей Алексеевич Климов (17 февраля 1938 — 1 января 1939)
- Яков Козин (9 января 1940 — 28 октября 1940)
- Алексей Алексеевич Климов (29 октября 1940 — 10 апреля 1941)
- Исмаил Аббас оглы Гусейнов (10 апреля 1941 — 25 февраля 1944)
- Абдулкерим Ализаде (25 февраля 1944 — 16 июня 1950)
- Мамедали Халил оглы Шарифли (16 июня 1950 — 16 февраля 1951)
- Виталий Самедов (16 февраля 1951 — 14 июня 1952)
- Мамед Искендеров (14 июня 1952 — 5 мая 1953)
- Алиовсат Гулиев (5 апреля 1953 — 16 января 1958)
- Исмаил Аббас оглы Гусейнов (17 января 1958 — 12 ноября 1960)
- Зульфали Ибрагимов (12 ноября 1960 — 6 июня 1967)
- Алиовсат Наджафгулу оглы Гулиев (6 июня 1967 — 6 ноября 1969)
- Али Сойбат Сумбатзаде (16 апреля 1970 — 24 марта 1972)
- Джамиль Гулиев (27 марта 1972 — 17 января 1978)
- Играр Алиев (17 января 1978 — 11 июня 2004)
- Ягуб Махмудов (13 сентября 2004 — 22 января 2021)
- Керим Шукюров (с 28 января 2021)

## Деятельность
28 ноября 2023 года сотрудники института историки Тофик Наджафли и Ахмед Гулиев приняли участие в международной конференции «Наследие Кызылбашей в Азербайджане: по следам истории», проведённой в Баку.